# Fitini
 (juin 2025).
Si vous disposez d'ouvrages ou d'articles de référence ou si vous connaissez des sites web de qualité traitant du thème abordé ici, merci de compléter l'article en donnant les références utiles à sa vérifiabilité et en les liant à la section « Notes et références ».
Fitini est un artiste chanteur compositeur ivoirien dans le style Zouglou avec du comique mais aussi sérieux. On le surnomme Le Créateur. L'artiste a plusieurs fois fait rire à travers les "tubes" comme : 2 collés,... mais surtout avec le titre Tout mignon dans lequel il critique avec humour tous les acteurs de la scène politique ivoirienne de l'an 2000. Une rumeur assure qu'il est le compositeur du tube 1er Gaou de Magic System; 
En effet il compose aussi pour d'autres artistes zouglou. 
Depuis l'avènement du coupé-décalé, l'artiste se fait rare et n'est revenu que dernièrement en début d'année 2008 avec un nouveau single de 2 titres nommé « Ca faisait koala ? » dans lequel il s'interroge sur la provenance des déchets toxiques repandus à Abidjan en Côte d'Ivoire en août 2006

## Discographie
- Le créateur
- Tout mignon
- 2008 : Ca faisait koala ?